# Viktor Novikov
Viktor Novikov (in russo Виктор Павлович Новиков?; Kazan', 1905 – Belebej, 14 maggio 1979) è stato un gesuita russo naturalizzato polacco, vice-esarca dell’Esarcato apostolico di Russia, esarca della Siberia della Chiesa greco-cattolica russa, gesuita, vittima della Persecuzione dei cristiani in URSS, prigioniero dei Gulag.

## Biografia
Viene educato nella famiglia polacca dell'ingegner Cholev. Nel 1923 tentò di attraversare clandestinamente il confine per raggiungere la Polonia, ma viene arrestato e condannato a 5 mesi di prigione. Nel 1924, uscito di prigione, ottiene il passaporto polacco e può raggiungere legalmente il padre adottivo in Polonia. Nel 1927 entra nell'ordine dei gesuiti. Studia filosofia a Cracovia e teologia alla Pontificia Università Gregoriana di Roma. Nel 1934 viene ordinato sacerdote. Dal 1937 insegna lingue straniere alla Gregoriana e dal 1938 è professore al seminario dei gesuiti a Dubno. Dopo l'unione dell'Ucraina occidentale e della Bielorussia occidentale all'URSS, assieme ad altri sacerdoti, si reca a Leopoli e si presenta al metropolita Andrej Szeptycki, il quale lo nomina esarca per la Siberia. Nel marzo 1940 si fa assumere come operaio, e si stabilisce nella città di Čusovoj. Il 23 giugno 1941 viene arrestato e imprigionato a Perm', nell'agosto dello stesso anno è trasferito a Mosca; il 23 settembre 1942 è condannato a 15 anni di Gulag. Nel 1943 raggiunge il lager Vorkuta, dove per 12 anni e mezzo lavora nelle miniere di carbone. Il 20 gennaio 1954 è messo in libertà e può insegnare la lingua latina presso l'istituto di medicina della città di Belebej, dove muore il 14 maggio 1979. 
La prova che Novikov fu un vescovo cattolico clandestino porta il monsignor Pavlo Vasylyk eparca di Kolomyja-Černivci, che dopo essere stato arrestato 23 giugno 1941 nel campo nella Regione di Qaraǧandy, il 1 gennaio 1950 fu segretamente ordinato diacono da Novikov.